# Чекинов, Анатолий Петрович
Анатолий Петрович Чекинов (1909, г. Тула, Тульская губерния, Российская империя — 1986  г. Ступино, Московская область, СССР) — советский государственный и партийный деятель. Первый секретарь Удмуртского обкома ВКП(б) (1940—1948).

## Биография
Родился в 1909 г. в городе Туле в семье рабочего. Работал учеником формовщика на чугунолитейном заводе в г. Алексине Тульской области, затем - формовщиком на патронном заводе в Туле. В 1929 году вступил в ВКП(б). В 1932—1937 гг. учился в Ленинградским военно-механическом институте, после окончания которого ЦК ВКП(б) отправляет его на партийную работу в Крым секретарем городского комитета г. Керчи. 
Делегат XVIII съезда ВКП(б) (1939) и XVIII Всесоюзной конференции (1941). Депутат Верховного Совета СССР I (доизбран 26.01.1941) и II созывов. С 15 марта 1940 г. по 11 ноября 1948 г. первый секретарь Удмуртского областного комитета ВКП(б), кроме того в годы Великой Отечественной войны (1941—1945) уполномоченным Государственного Комитета Обороны СССР в Удмуртской АССР. Когда по решению ГКО началось строительство железной дороги Ижевск — Балезино, Чекинову ежедневно приходилось контролировать ход строительства, решать вопросы обеспечения десятков тысяч людей, работавших на строительстве, всем необходимым. «Такого умного, волевого, грамотного руководителя я не встречал, хотя прожил и проработал немало лет» - цитирует одного из современников Чекинова член Союза журналистов СССР Владимир Косарев в одной из своих статей. Благодаря и его огромным усилиям уже к концу 1942 года ижевские машиностроители начали выпускать по 12 и более тысяч винтовок в сутки. Большую работу провел Чекинов зимой 1942 года, когда был организован сбор средств на строительство танковой колонны «Колхозник Удмуртии». Чекинов не забывал и о мирной стороне жизни. К примеру, именно по его инициативе в 1943 году в Ижевске было закончено строительство цирка. Воспользовался служебным положением при обмене денег во время денежной реформы в СССР 1947 года, за что был снят с должности и в ноябре 1948 направлен на работу начальником цеха Ступинского металлургического комбината Московской области, затем директор и заместитель директора этого комбината. Умер в 1986 году.

## Награды
- Два Ордена Ленина (05.01.1944, 20.04.1945):
  - Указом Президиума Верховного Совета СССР «О награждении орденами и медалями работников ордена Ленина завода № 74 Народного комиссариата вооружения» от 5 января 1944 года «за выдающиеся заслуги в деле освоения новых видов авиационного и стрелкового вооружения и образцовое выполнение заданий Государственного комитета обороны по увеличению выпуска вооружения для фронта»[3]
  - Указом Президиума Верховного Совета СССР «О награждении строителей железнодорожной линии Балезино-Ижевск» от 20 апреля 1945 года «за успешное выполнения заданий правительства по строительству железнодорожной линии Балезино-Ижевск»[4]
- Орден Трудового Красного Знамени (18.01.1942)[5];
- Орден Отечественной Войны I степени (1985);
- Два Ордена Знак Почета[1].
- Медаль «За доблестный труд в Великой Отечественной войне 1941-1945 гг.»[6].